# Inntrance
InnTrance är ett spanskt metalcore/groove metal-band, startat år 2006, av sångaren Kiko Hagall (tidigare i Beethoven R.) och basisten Daniel Fernández (tidigare i Dark Moor). Bandet har släppt en EP, kallad Religión, år 2007 och två LP: The Basis of Trancetherapy (2009) och Impío (2011), via skivbolaget STF Records.

## Medlemmar
Nuvarande medlemmar
- Kiko Hagall – sång (2006– )
- Miguel Bárez – gitarr (2006– )
- Sergio Fraile  – basgitarr (2011– )
- Roberto Cappa – trummor (2011– )
- Art Rodríguez – gitarr (2012– )

Tidigare medlemmar
- Daniel Fernández – basgitarr (2006–2010)
- José María "Pepe" Cobas – trummor (2006–2007)
- Nacho Arriaga – trummor (2007–2011)
- Javier Sane – basgitarr (2010–2011)
- Raúl Díaz – basgitarr (2011)

## Diskografi
EP
- Religión (2007)

Studioalbum
- The Basis of Trancetherapy (2009)
- Impío  (2011)